# Karl Jaspers
Karl Jaspers (německá výslovnost: IPA: [kaʁl ˈjaspɐs],  poslech; 23. února 1883 Oldenburg – 26. února 1969 Basilej) byl německý filozof a lékař, specializující se na psychiatrii, jeden z nejdůležitějších představitelů existencialismu.

## Život
Narodil se v dolnosaském Oldenburgu v rodině zámožného bankovního ředitele. Na otcovo přání studoval nejprve práva (ve Freiburgu a v Mnichově), po třech letech přešel na medicínu, poté se věnoval psychiatrii. Promoval roku 1908 v Heidelbergu, kde strávil podstatnou část života. Roku 1901 u něj lékaři zjistili nevyléčitelné onemocnění srdce a plic, což jej donutilo ke zdravé životosprávě a lázeňským léčením; nemoc však měla kladný vliv na jeho porozumění psychologickým problémům. Roku 1910 se oženil s Gertrudou Mayer, která se stala jeho celoživotní družkou a zemřela 5 let po Jaspersovi roku 1974.

### Heidelberg
Od roku 1909 Jaspers působil v psychiatrické léčebně na univerzitě v Heidelbergu. Praxi opustil roku 1913 (mj. pro nespokojenost s běžným přístupem pro duševní onemocnění); tehdy obhájil u Wilhelma Windlebanda svou práci Všeobecná psychopatologie a začal přednášet. Ve své psychopatologii rozlišuje srozumitelné a nesrozumitelné souvislosti. Ke každému z těchto dvou druhů souvislostí je nutno přistupovat s jinými metodami. Roku 1916 byl jmenován mimořádným profesorem. Roku 1920 se seznámil s Martinem Heideggerem (jejich přátelství trvalo do Heideggerova angažmá v NSDAP roku 1933, k definitivní roztržce došlo r. 1950). Od r. 1922 se Jaspers podílel na vedení katedry s Heinrichem Rickertem, novokantovcem, s nímž se však názorově rozcházel. Tehdy se již začal cele věnovat filozofii. Na universitě působil zde až do roku 1937, kdy byl vyloučen ze správy univerzity kvůli svým antifašistickým názorům a kvůli židovskému původu své ženy. Roku 1938 mu byla zakázána publikační činnost. Během 2. světové války byli oba manželé pronásledováni; pro případ, že by se měli dostat do rukou nacistům, nosili u sebe cyankali, aby raději zahynuli sami; jeho použití byli naštěstí ušetřeni.

### Basilej
Roku 1948 Jaspers a jeho žena přesídlili do švýcarské Basileje. Tehdy se značně rozšířila jeho popularita, získal několik cen, uznání a čestných doktorátů. Roku 1961 odešel do penze. V roce 1967 získal švýcarské státní občanství; dva roky nato zemřel krátce po dosažení věku 86 let. Jeho pozůstalost obnášela přes 35 000 stran.

## Myšlení
Jaspersova filozofie vychází z křesťanské tradice, o čemž, mimochodem, sám Jaspers hovoří v práci Filozofická víra:
Bible a biblické náboženství je základem našeho filozofování.
K. Jaspers, Filozofická víra
Karl Jaspers patří mezi nejdůležitější německé filozofy 20. století. Řadil se mezi filozofy existence, kterou odlišoval od Sartrova ateistického existencialismu, zatímco Jaspersovo pojetí bylo teistické. Byl inspirován Platónem, Plótinem, Kantem a Nietzschem; byl jedním z prvních, kteří uvedli do širšího povědomí Sørena Kierkegaarda.
V chápání psychických dějů viděl Jaspers cestu ke koncepci své psychologie světonázorů. Popisuje psychické typy, které jsou v základu světových názorů. Od roku 1932 formuluje své názory jakožto názory existencialistické. Člověk je podle něho na ideové cestě, může se stát nihilistou, skeptikem, může hledat oporu v konečném (např. autoritářství, hodnotový absolutismus) nebo v nekonečném.

### Mezní situace
Jaspers na rozdíl od Heideggera a Sartra poněkud rozšiřuje možnosti vyjasnění existence. Domnívá se, že lidská existence se vyjevuje v takzvaných mezních situacích, ve stavu boje a konfliktu, podřízenosti náhodě, pocitu viny, utrpení a koneckonců i smrti. Mezní situace jsou vlastní lidské existenci jako takové. Konkrétní příčiny takových situací, například utrpení, mohou být různé: nemoc, smrt blízkého člověka, urážka atd., ale vyhnout se utrpení vůbec člověk nemůže. V těchto stavech se podle Jasperse projevuje krutost a nepřátelství světa, v němž žijeme, a tak se člověku vyjevuje jeho skutečná existence.

### Obemykající a transcendence
Žijeme a myslíme vždy v určitém horizontu. Ve všech předmětech našeho myšlení a zakoušení se vždy ohlašuje ještě něco dalšího, co je obklopuje; zaměříme-li se na toto „obklopující“ či „obemykající“ (das Umgreifende) jako na předmět, bude opět v horizontu dalšího obemykajícího. Posledním zakusitelným, imanentním obemykajícím je svět. I ten se však ukazuje jako něco, co nemá původ samo v sobě, odkazuje tedy ještě k dalšímu obemykajícímu; to se již vymyká přímému uchopení – je transcendentní. Transcendenci nelze přímo pojmenovat ani si ji představit (jinak by opět byla v horizontu dalšího obemykajícího), ukazuje se vždy zprostředkovaně, skrze šifry. Šiframi transcendence mohou být filozofické pojmy, umělecká díla nebo představy boha, šifrou se však může stát v zásadě vše, pokud skrze to člověk zahlédne transcendenci.
Také já má charakter obemykajícího, ne ve smyslu šířky, ale ve smyslu neempirického předpokladu jednotlivých věcí, které se mu jeví.

### Já a existence
Já znamená rozvažování, vědomí vůbec, které má (nebo v zásadě může mít) všeobecně platné poznatky o kategoriálně uchopitelných věcech. Dále znamená pobývání (Dasein), mne jako živou, smyslovou, konečnou bytost žijící zde a nyní ve svém osvětí, které konkrétně zakouším, které mi prospívá nebo škodí a poskytuje požitky nebo utrpení.
Já však může být také existence, tj. vědomě se vztahovat k sobě - a zároveň k transcendenci, neboť si uvědomuje, že není samo sobě základem, že si je darováno, že odkazuje k dalšímu, přímo neuchopitelnému, tj. transcendentnímu obemykajícímu. Svou odkázanost na transcendenci zakouší zejména tehdy, když narazí na meze své autonomie - na nemožnost odstranit smrt, utrpení, konflikt, vinu, nahodilost (to jsou tzv. mezní situace). Existence tedy není dána samotným faktem života; vzpínáme se k ní vědomým úsilím a stále znovu od ní odpadáme.
Jako lze o transcendenci mluvit v šifrách, lze o existenci mluvit v signech (jako je svoboda, zodpovědnost aj.). Signa existence jsou substantivizace toho, jak existence prožívá samu sebe, nelze je „objektivně“ dokazovat nebo vyvracet.
Základními momenty existence jsou dějinnost (německy Geschichtlichkeit) a existenciální komunikace.

### Existenciální komunikace
Co je to existenciální komunikace? Styk individua, jeho spojení s jinými individui tvoří strukturu jeho vlastního bytí, tvrdí Jaspers. Lidské bytí je pro Jasperse, stejně jako pro Heideggera, vždy "bytím s jinými".
Představujeme si tento prvotní fenomén našeho lidského bytí takto: jsme tím, čím jsme, jen díky jednotě vzájemného uvědomělého chápání. Nemůže existovat člověk, který by byl člověkem sám o sobě, pouze jako jednotlivé individuum.
K. Jaspers, Rozum a existence

### Dějinnost existence
Existence je historická především proto, říká Jaspers, že je konečná.

### Filozofie dějin a dějiny filozofie
Dějiny lidstva mají podle Jasperse čtyři velké předěly:
- Vznik jazyků, vynalezení nástrojů, ovládnutí ohně. O tomto kroku lze činit jen dohady; je to však základ veškerých dějin, doba, kdy se člověk stal člověkem.
- Vznik velkých kultur v Egyptě, Mezopotámii, Indii a později v Číně mezi lety 5000 a 3000 př. n. l.
- Doba osová, období mezi lety 800 a 200 př. n. l., kdy nezávisle na sobě v různých místech světa povstaly filozofické a náboženské nauky (konfucianismus, taoismus, buddhismus, zoroastrismus, antická filozofie aj.) a kdy člověk začal výslovně reflektovat bytí v celku a své postavení v něm. Tehdy „byly v Číně, Indii, Persii, Palestině, Řecku současně a nezávisle položeny duchovní základy, z nichž lidstvo až dodnes žije“.[12]
- Vědeckotechnický věk, připravovaný v Evropě od konce středověku a plně se rozvíjející v posledních desetiletích.

Dějiny filozofie nepředstavují lineární (a to ani polylineární) vývoj. Jsou spíše trvalou diskusí, která v některých dobách živě probíhá, v jiných přetrvává jen jako kulturní fenomén, někdy téměř mizí a poté opět ožívá. I v dobách domnělého úpadku se náhle může objevit filozof prvního řádu (např. Plótínos ve třetím století, Scotus Eriugena v devátém).
Podstata filozofie se uskutečňuje a ukazuje na „velkých filozofech“ (die großen Philosophen, titul Jaspersova pozdního díla z r. 1957). K těm patří zejména
- paradigmatické postavy: Sókratés, Buddha, Konfucius a Ježíš. Zařazovat je mezi filozofy je u některých problematické, ale měli na veškerou filozofii mimořádný vliv;
- „zakladatelé filozofování“: Platón, Augustin a Kant; o těchto filozofech platí více než o jiných, že jejich studium je zdrojem nesčetných nových myšlenek, přivádí člověka k vlastnímu myšlení;
- metafyzikové: Anaximandros, Hérakleitos, Parmenidés, Plótínos, Anselm z Canterbury, Spinoza, Lao-c', Nágárdžuna a řada dalších;
- problematizátoři: Abélard, Descartes, Hume, Pascal, Lessing, Kierkegaard, Nietzsche;
- systematici: Aristotelés, Tomáš Akvinský, Hegel.

### Etika a politická filozofie
Jedním ze stěžejních Jaspersových děl je Otázka viny (1946), která vyšla coby aktuální reakce na právě skončivší druhou světovou válku. Jaspers se zde zabývá různými pojetími viny, kterou „klasifikuje“ ze čtyř hledisek:
- kriminální vina – zločiny, individuální i kolektivní, instancí je soud
- politická vina – spojená s ideologií; „odpovědnost všech občanů státu za důsledky jednání státu“
- morální vina – prohřešky každého z nás, instancí je naše vlastní svědomí
- metafyzická vina – „nejvyšší“, hranice mezí ní a vinou morální nezřetelné, můžeme za ní vidět humanitu, odpovědnost před Bohem, transcendentní instancí

Hlavní myšlenkou této práce je snaha postihnout vinu ve všech jejích aspektech.

## Dílo
- Všeobecná psychopatologie (Allgemeine Psychopatologie, 1913) – habilitační práce.
- Psychologie světonázorů (Psychologie der Weltanschauungen, 1919)
- Duchovní situace doby (Die geistige Situation der Zeit, 1931) – popsal zde příznaky nemocné společnosti, která se žene do války. Česky 2008
- Filosofie (Philosophie I-III, 1932) – v tomto díle shrnul vlastní filozofický pohled na svět.
- Rozum a existence. Pět přednášek (Vernunft und Existenz. Fünf Vorlesungen, 1935), slovensky 2003, česky 2023
- Filosofie existence (Existenzphilosophie, 1938), česky 2023
- Úvod do filosofie (Einführung in die Philosophie, 1950 jako rozhlasové přednášky, 1953 jako kniha), česky 1996
- Otázka viny (Die Schuldfrage, 1946), česky 1969, nové vydání Academia 2020 (dotisk 2021)
- O počátku a cíli dějin (Vom Ursprung und Ziel der Geschichte, 1948)
- Filosofická víra (Der philosophische Glaube, 1948), česky 1994
- Velcí filosofové (Die großen Philosophen, 1957)
- Atomová bomba a budoucnost člověka (Die Atombombe und die Zukunft des Menschen, 1958; esej), česky 2016
- Šifry transcendence (Chiffren der Transzendenz, 1961 jako přednášky, 1970 jako kniha), česky 2000
- Filosofická víra tváří v tvář zjevení (Der philosophische Glaube angesichts der Offenbarung, 1962)
- Kam se žene Spolková republika? (Wohien treibt die Bundesrepublik? 1966; článek)